# Технологический университет Суинберна
Технологический Университет Суинберн (англ. Swinburne University of Technology) — австралийский государственный университет, находящийся в Мельбурне. Учреждение было основано 8 июля 1908 года Джорджом Суинберном.
В июне 1992 года получил статус университета. По данным на 2014 год насчитывалось 20 772 студента получающих высшее образование и около 13 786 студентов, получающих профессиональное образование TAFE, в том числе около 7500 иностранных студентов из более чем 100 различных стран. Суинберн имеет пять кампусов в Мельбурне в Hawthorn, Prahran, Lilydale, Wantirna, Croydon — и один в штате Саравак, Малайзия.

## История Университета
Джордж Суинберн иммигрировал в Австралию в 1886 году и быстро зарекомендовал себя как бизнесмен и общественный деятель. В 1907 году он предложил создать технический колледж в восточном пригороде Мельбурна. Джордж Суинберн видел перед собой четкую миссию: обеспечение технического образования в обществе.
В то время он сказал: «Я не вижу другого способа предоставления равных возможностей, чем путём увеличения центров образования». Это было начало обязательного всеобщего образования, которое продолжает поддерживать все, что мы делаем сегодня.
Так 8 июля 1908 года в восточном пригороде Мельбурна был создан новый технический колледж. За 1909 учебный год обучилось 80 человек. Предметы отражали интересы того времени (столярное и слесарное дело).
В 1913 году колледж сменил своё название на Технический колледж Суинберна в честь человека, который неустанно работал в направлении его создания. После Второй мировой войны колледж стал развиваться. В учебную программу были включены: машиностроение, электротехника, химия, телевидение, кино и информационных технологий.
В 1950-х годах был сформирован Совет студенческого представительства, а в 1960 году в ответ на увеличение числа иностранных студентов был создан первый международный курс. Этот курс стал ориентиром для других учебных учреждений Австралии.
Бакалаврская программа по направлению «Гражданская инженерия» была первой которая включила так называемые «Сэндвич» курсы. А именно сочетание академических исследований с промышленным опытом. Но революционные преобразования произошли в конце 1980-х годов, которые быстро привели Суинберн к статусу университета с мировым именем.
В ответ на ряд федеральных реформ Правительства в системе образования, было решено, что Суинберн должен позиционировать себя как университет технологий с высоким профилем исследований, который будет иметь особую ответственность за предоставление высшего образования в Мельбурне и в Австралии в целом.
1 июля 1992 года колледж получил статус университета. Его первым ректором был бизнесмен и филантроп Ричард Пратт. В 1998 университет расширил своё присутствие в восточном пригороде Мельбурна путём объединения с Восточным TAFE колледжем, что позволило открыть несколько филиалов: Croydon, Hawthorn, Lilydale, Prahran и Wantirna, а в 2000 году университет учредил заграничный филиал в штате Саравак, Малайзия.

### Центр астрофизики и суперкомпьютерных вычислений
В 1998 году при университете открыт исследовательский Центр астрофизики и суперкомпьютерных вычислений (англ. Centre for Astrophysics and Supercomputing, сокр. CAS).
Девиз центра: «Призванный вдохновлять привлекательность во вселенной через исследования и образование».
В центре работают около 20 человек персонала и студентов, занимающихся астрофизическими исследованиями в различных областях. Центр участвует в проекте создания радиотелескопа Square Kilometre Array. Вычислительные ресурсы состоят из суперкомпьютера из 1950 вычислительных узлов. Центр является единственной австралийской организацией имеющей соглашение с Обсерваторией Кека, гарантирующее исследователям Центра по меньшей мере 15 ночей наблюдения за звёздным небом в год.